# كالف
كلاو (بالألمانية: Calw) هي district capital، medium regional center، Grosse Kreisstadt، مدينة وبلدة ألمانية تقع في ألمانيا في بادن-فورتمبيرغ.

## المدن التوأمة
مدن Latsch وWeida هي مدن توأمة لـكلاو.

## أعلام
- يورغ لوتز
- كونراد ريغر
- جوزيف غيرتنر
- هرمان هيسه
- بيتر ليمان